# Batrachorhina griseotincta
Batrachorhina griseotincta är en skalbaggsart som först beskrevs av Leon Fairmaire 1904.  Batrachorhina griseotincta ingår i släktet Batrachorhina och familjen långhorningar.
Artens utbredningsområde är Madagaskar. Inga underarter finns listade.